# Ribautia phana
Ribautia phana är en mångfotingart som först beskrevs av Chamberlin 1955.  Ribautia phana ingår i släktet Ribautia och familjen storjordkrypare.
Artens utbredningsområde är Peru. Inga underarter finns listade i Catalogue of Life.